# Seven Swords
Seven Swords (Qi jian) è un film del 2005 diretto da Tsui Hark.
Pellicola  wuxia prodotta da Cina ed Hong Kong, interpretato da Donnie Yen, Leon Lai, Charlie Yeung, Sun Honglei, Lu Yi e Kim So-yeon. La storia è liberamente tratta dal romanzo Qijian Xia Tianshan di Liang Yusheng. Tuttavia, fatta eccezione per i nomi di alcuni personaggi, il film è completamente diverso dal romanzo.
Il film ha aperto la 62ª Mostra internazionale d'arte cinematografica di Venezia.

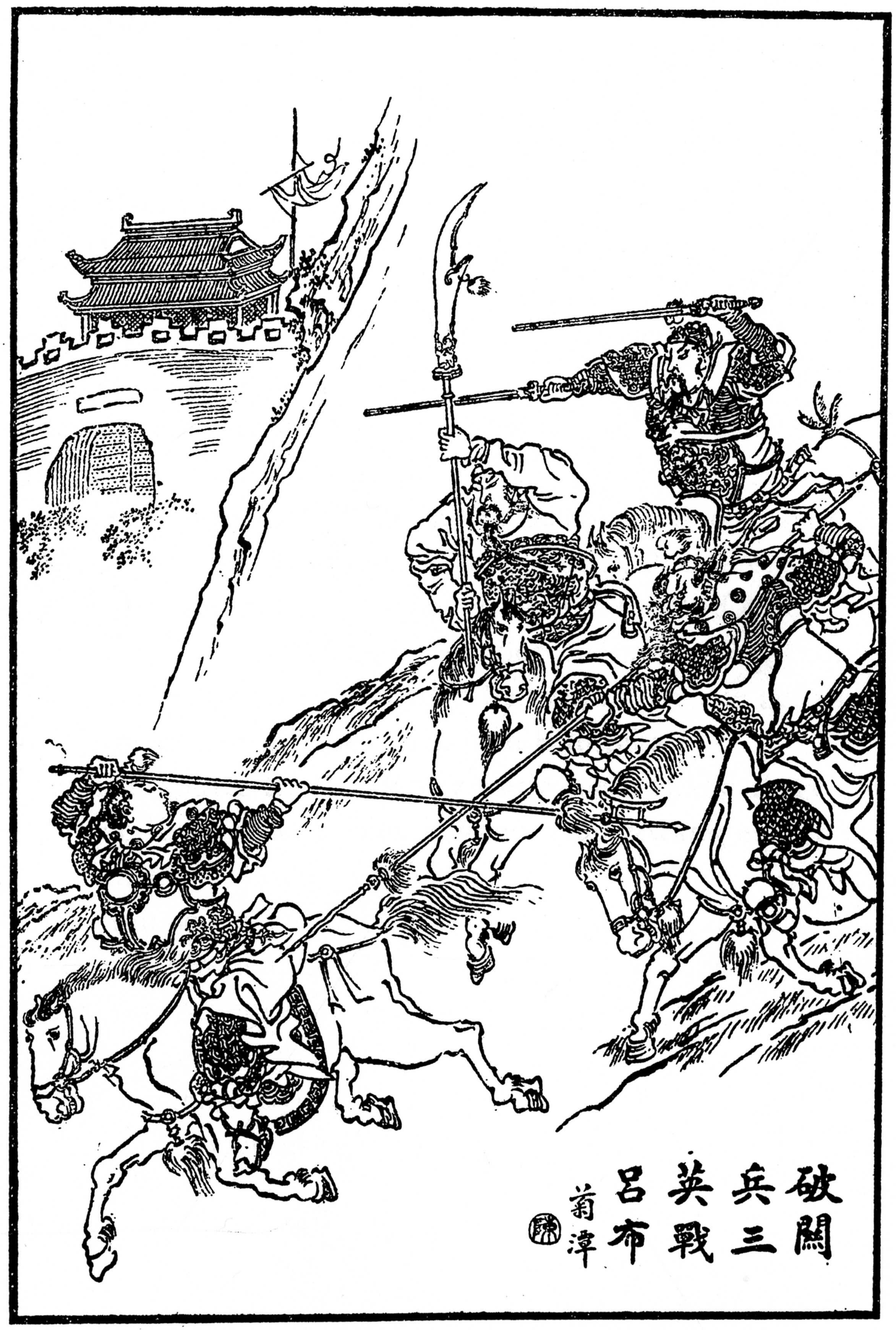
Scena del Romanzo dei Tre Regni intitolata Lu Bu presso Hulao

## Trama
Nella metà del XVII secolo, i Manciù assumono la sovranità della Cina e fondano la dinastia Qing. Mentre sentimenti nazionalistici contrari al nuovo regime nascono all'interno della Jianghu (la comunità degli adepti alle arti marziali), il governo Qing promulga un editto che ne vieta la pratica. Il signore della guerra Vento di Fuoco vede la nuova legge come un'opportunità per fare fortuna e si offre di aiutare il governo a disarmare gli abitanti dei villaggi, sterminandoli. Avido, violento, crudele e immorale, passa come un vento di fuoco che devasta il nord-ovest della Cina con il suo esercito, uccidendo migliaia di combattenti e civili innocenti.
Fu Qingzhu, un boia in pensione che ha servito il governo nella precedente dinastia Ming, sente il bisogno di fermare la brutalità di Vento di Fuoco, e tenta di salvare il villaggio. Porta con sé due giovani, Han Zhibang e Wu Yuanying, al Monte Paradiso dove chiede aiuto al Maestro "Ombra della mano", uno spadaccino solitario che ha forgiato le sette spade. Il Maestro permette ai suoi quattro studenti (Chu Zhaonan, Yang Yuncong, Xin Longzi e Mulang) di accompagnare il trio unendosi in difesa del villaggio. Egli dà anche a ciascuno di loro una spada speciale che ha forgiato. Le Sette Spade ritornano al villaggio appena in tempo per sconfiggere e allontanare i soldati di Vento di Fuoco. Per guadagnare tempo per preparare l'evacuazione, attaccano il campo di Vento di Fuoco, distruggendone le stalle e purgando i cavalli. Durante il raid, Chu Zhaonan incontra Perla Verde, una donna coreana schiava di Vento di Fuoco, la rapisce e la porta con sé nella fuga.
Decidono comunque di evacuare il villaggio e si ritirano con donne e bambini sulle montagne. Durante il viaggio però si rendono conto che qualcuno lascia tracce per gli inseguitori, capiscono che tra loro c'è un traditore che avvelena l'acqua e il cibo. La prima a essere indiziata è Perla Verde, coreana che non parla cinese e ha una relazione sentimentale con Chu Zhaonan. Questi, a sua volta, comprende e parla il coreano, e quindi anche lui viene guardato con sospetto. Perla Verde conduce involontariamente Chu in una trappola da cui riesce a fuggire gravemente ferita. Nel tentativo di salvare Perla Verde da una rete lanciata da Vento di Fuoco, Chu lancia la spada per liberarla. Perde la spada che viene immediatamente catturata da Vento di Fuoco. Chu viene legato a cinque cavalli che stanno per squartarlo. Perla Verde raggiunge il villaggio e informa i cavalieri che Chu e la sua spada sono caduti nelle mani di Vento di Fuoco. Muore.
Questi si mettono in viaggio per raggiungere il campo di Vento di Fuoco e tentare di liberare Chu. Durante la loro assenza la spia Qiu Dongluo dà fuoco all'ingresso della grotta in cui si trovano i fuggitivi, per segnalare alle truppe imperiali il momento dell'attacco. Viene però scoperto dalla figlia del capovillaggio, Liu Yufang, che lo uccide. Nel frattempo, le Sette Spade riunite, riescono a sconfiggere le milizie di Vento di Fuoco e lo uccidono. Quando tornano alle grotte scoprono che tutti gli abitanti del villaggio, tranne un gruppo di bambini e la figlia del capo, sono stati uccisi dal traditore. Le Sette Spade si rendono conto che l'unico modo per salvare la Jianghu, la fratellanza delle arti marziali, è convincere l'imperatore a ritirare il divieto di praticarle. Decidono di partire per Pechino.

## Riconoscimenti
- 2005 - 62ª Mostra internazionale d'arte cinematografica di Venezia
  - Fuori concorso
- 2005 - Sitges - Festival internazionale del cinema fantastico della Catalogna
  - Miglior fotografia a Keung Kwok-man
  - Nomination per il miglior film a Tsui Hark
- 2005 - Golden Horse Film Festival
  - Miglior coreografie action a Wei Tung, Xin Xin Xiong, Liu Chia-Liang
  - Nomination per la miglior sceneggiatura non originale a Tsui Hark, Chun Tin-nam, Cheung Chi-sing
  - Nomination per la miglior fotografia a Keung Kwok-man
  - Nomination per i migliori effetti visivi a Peter Webb
  - Nomination per la miglior direzione artistica a Eddy Wong
  - Nomination per il miglior trucco e costume a Poon Wing-Yan, Shirley Chan
  - Nomination per i migliori effetti sonori a Steve Burgess, Wei He
- 2006 - Hong Kong Film Critics Society Awards
  - Vincitore del premio speciale della giuria
- 2006 - Chinese Film Media Awards
  - Nomination per la miglior regia a Tsui Hark
  - Nomination per il miglior attore a Sun Honglei
- 2006 - Golden Bauhinia Awards
  - Nomination per la miglior fotografia a Keung Kwok-man
  - Nomination per il miglior montaggio a Angie Lam
  - Nomination per la miglior attrice a Zhang Jingchu
  - Nomination per i migliori effetti sonori a Soundfirm
- 2006 - Hong Kong Film Awards
  - Nomination per la miglior regia a Tsui Hark
  - Nomination per la miglior fotografia a Keung Kwok-man
  - Nomination per la miglior attrice a Zhang Jingchu
  - Nomination per il miglior montaggio a Angie Lam
  - Nomination per i migliori effetti sonori a Steve Burgess, Wei He
  - Nomination per i migliori effetti visivi a Peter Webb
  - Nomination per la miglior direzione artistica a Eddy Wong
  - Miglior coreografie action a Wei Tung, Xin Xin Xiong, Liu Chia-Liang
  - Nomination per il miglior trucco e costume a Poon Wing-Yan, Shirley Chan
  - Nomination per la miglior colonna sonora a Kenji Kawai
  - Nomination per il miglior film a Tsui Hark